# Idioma mandahuaca
El mandahuaca o mandawaka es una lengua indígena de la familia lingüística arawak, hablado antes de su extinción en Venezuela y Brasil, actualmente se considera una lengua extinta, el último registro de hablantes se había hecho en 1975, donde se contabilizó a sus hablantes entre los hablantes de baré y baniwa. La lengua también se ha conocido, como otras lenguas arawak de la región, bajo el nombre de baré.
T. Kaufman (1994) la había clasificado dentro del subgrupo Nawiki occidental junto al guarequena, posteriormente A. Aikhenvald (1999) la clasificó dentro del grupo Orinoco central y Alto Amazonas. En la clasificación más reciente de H. Ramirez (2019) se clasifica dentro del grupo grupo Japurá-Colombia.